# Musikfestival Steyr
Das Musikfestival Steyr ist ein Musikfestival in der Stadtgemeinde Steyr in Oberösterreich.

## Geschichte
Es werden Opern, Musicals und Operetten zur Aufführung gebracht. Karl-Michael Ebner ist seit 1995 der Intendant. In den ersten Jahren fanden die Musical-Eigenproduktionen im  Alten Theater Steyr statt (ehemaliges Cölestinerinnen-Kloster) Seit 2004 steht der Schlossgraben als Bühne zur Verfügung, die alljährlich vom Verein adaptiert wird. Die Open-Air-Produktionen finden im Schlossgraben vom Schloss Lamberg und bei Schlechtwetter im Stadttheater Steyr.  
Hinter dem Festival steht als  Organisator der Verein Musikfestival Steyr / Freie Musikproduktionen. Die Finanzierung erfolgte durch Sponsoren, Eintrittsgelder und öffentliche Förderungen.

## Aufführungen
- 1995: Godspell
- 1996 Hotel Vesuv & Die Menschliche Stimme
- 1997 Blutiger Honig
- 1998 Hair
- 1999 Hair
- 2000 Rocky Horror Show  & Das Restpaar
- 2001 Rocky Horror Show
- 2002 Jesus Christ Super Star
- 2003 Evita
- 2004: Tosca
- 2005: Die Zauberflöte & Jedermann
- 2006: La Traviata & I do I do

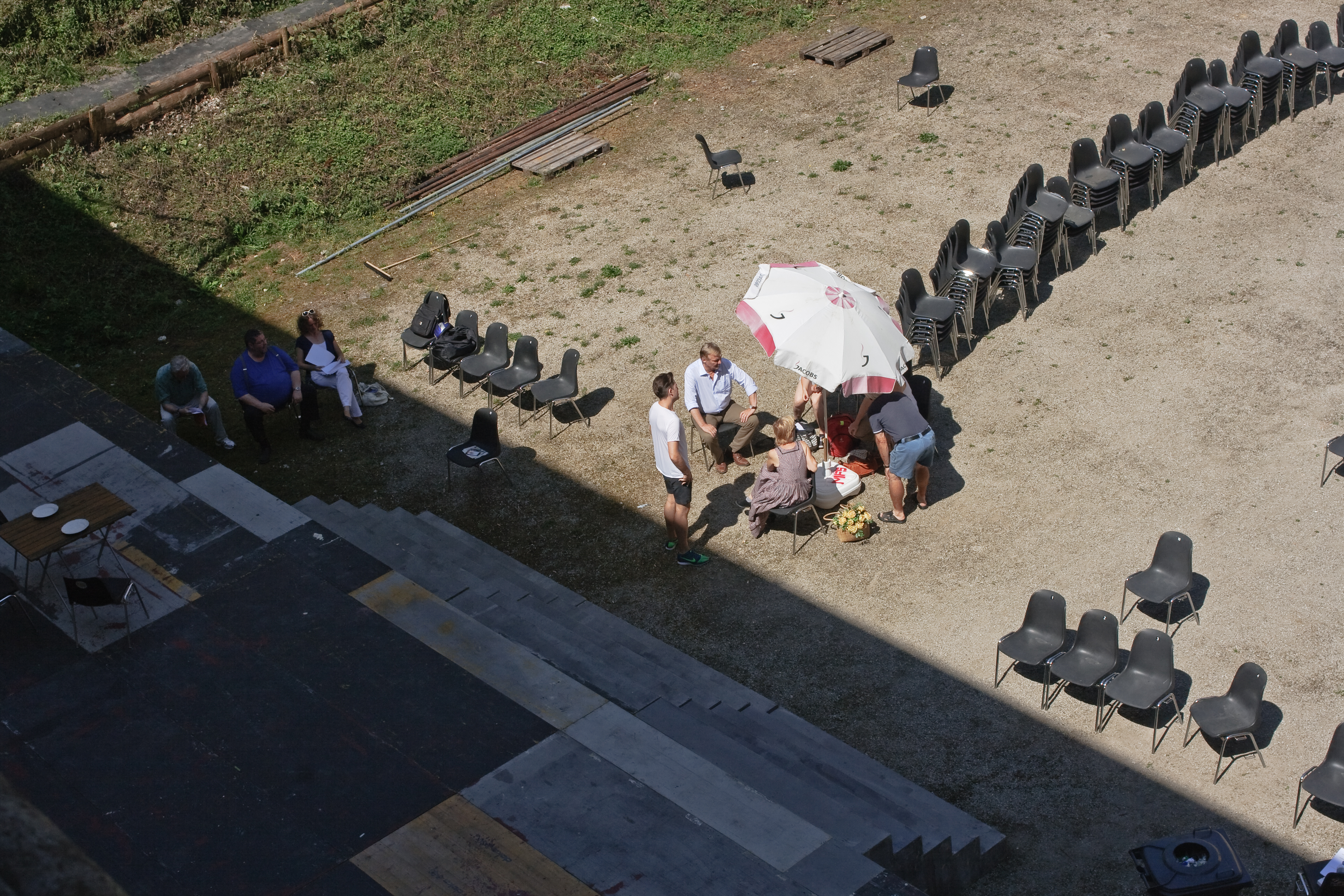
Proben für Im weißen Rößl, Juli 2015

- 2005: Les Miserables + Orpheus & Euyridike
- 2008: Madame Butterfly & Comedian Harmonists
- 2009: Carmen & Comedian Harmonists
- 2010: Don Giovanni & Edith Piaf
- 2011: Der Watzmann ruft!
- 2012: My Fair Lady
- 2013: Evita[2]
- 2014: Die Fledermaus[3]
- 2015: Im weißen Rößl
- 2016: Wiener Blut
- 2017: West Side Story
- 2018: Chicago
- 2019: Cabaret
- 2020: [[Musical Fever

(Musical)|Musical Fever]]
- 2021: Der Mann von La Mancha
- 2022: Die Fledemaus reloaded im Janoska Style
- 2023: Falco meets Queen
- 2024: The Rocky Horror Show
- 2025: One unforgettable night with ABBA & Musical Fever 2.5.